# Rutland Water

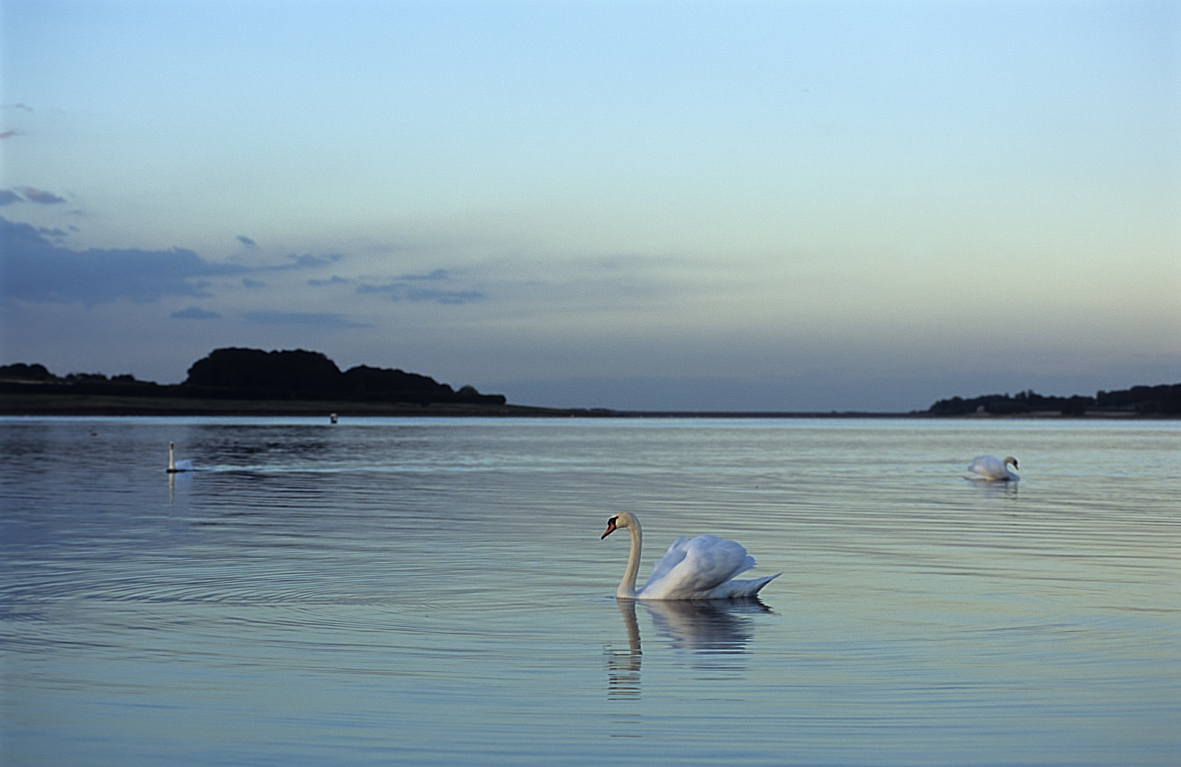
Thiên nga trên Rutland Water lúc chạng vạng

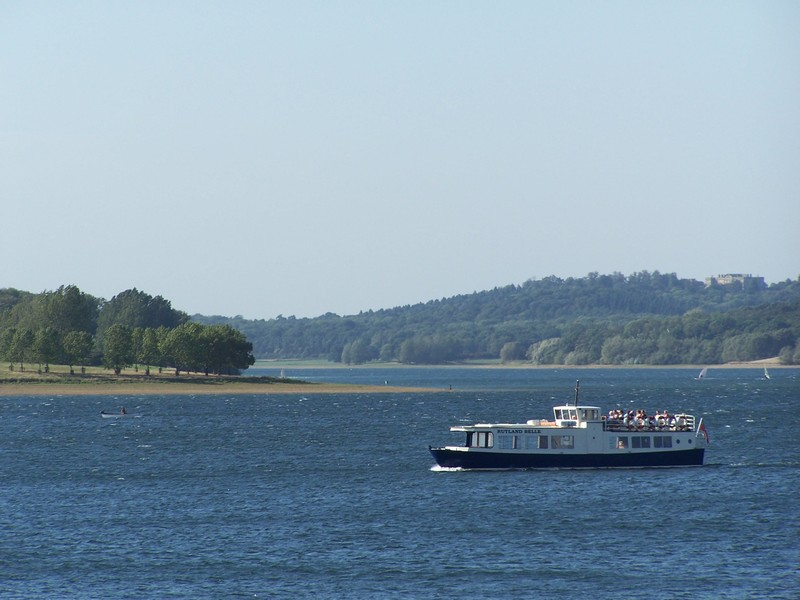
Du thuyền Rutland Belle chở khách ngắm mặt hồ

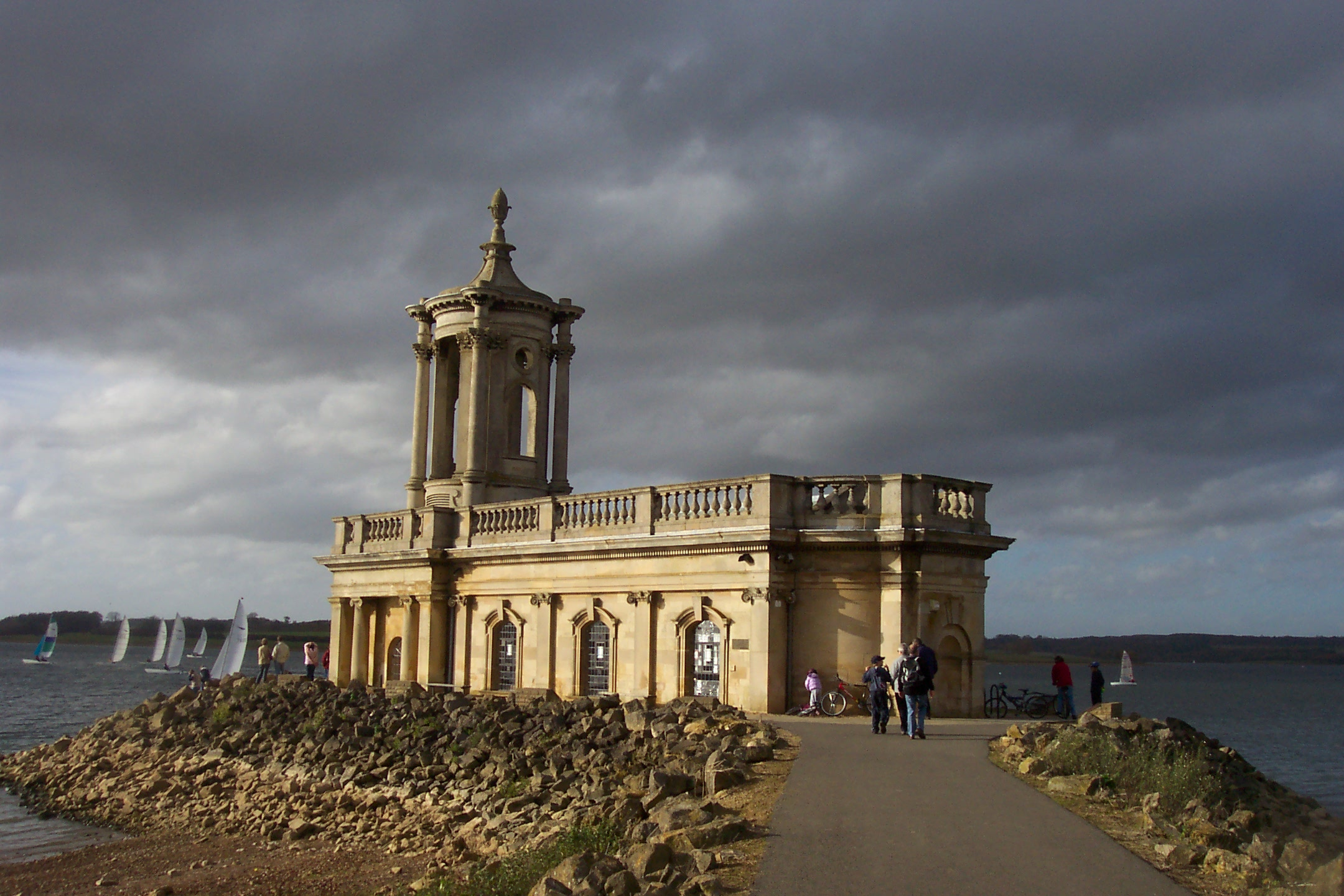
Nhà thờ Normanton. Có thể thấy thuyền buồm phía sau

Rutland Water ("vùng nước Rutland") là một hồ chứa nước ở Rutland, Anh, nằm về phía đông county town Oakham. Nó nhận nước từ sông Nene và sông Welland, giúp cấp nước cho toàn vùng East Midlands. Đây là một trong những hồ nhân tạo rộng nhất châu Âu. Về diện tích bề mặt, đây là hồ chứa nước rộng nhất Anh, còn về dung tích, nó chỉ đứng sau Kielder Water.
Hồ nằm giữa một vùng quê, có tuyến đường bộ dài 23 dặm (37 km) (17 dặm (27 km) nếu không tính bán đảo Hambleton) quanh hồ. Hồ được rút nước khi cần, nên diện tích có biến thiên đôi chút. Điều này không ảnh hưởng đến khu bảo tồn đất ngập nước trong hồ, do xung quanh khu vực này được xây đắp đê điều (Lưới tọa độ SK886073).
Một vùng rộng 1.555 hecta trong và quanh hồ vừa là một Khu Lợi ích Khoa học Đặc biệt vừa là một Vùng Bảo vệ Đặc biệt theo Chỉ thị Bảo tồn Chim Hoang dã của Liên minh châu Âu. Thêm nữa, nơi này còn được ghi nhận trong A Nature Conservation Review của Cambridge University Press. Một khu vực rộng 1.333 hecta là một khu đất ngập nước quan trọng quốc tế Ramsar, còn một vùng rộng 393 hecta ở góc tây hồ nằm dưới sự quan lý của Leicestershire and Rutland Wildlife Trust.

## Cộng đồng
Làng Upper Hambleton cùng phần sót lại của Middle Hambleton (gồm Old Hall) nay được gộp chung, lấy tên đơn giản là Hambleton, nằm trên bán đảo choãi ra giữa hồ; mảnh đất này nguyên là một sống đồi chia cắt hai thung lũng mà nay là hai nửa của hồ. Vài căn nhà ở Normanton vẫn tồn tại. Phần móng nhà thờ Normanton được giữ an toàn không bị nước ăn mòn, để phần trên có thể trở thành điểm tham quan cho du khách.

## Hoạt động
Hồ không chỉ là nơi chứa nước, mà còn là địa điểm hoạt động thể thao, với những môn thể thao nước như lướt ván buồm, cũng như câu cá, đi bộ, đạp xe dọc một tuyến đường dài 25 dặm (40 km) chạy vòng quanh hồ. Một du thuyền nhỏ, Rutland Belle, chở khách ngắm cảnh quanh hồ. Hoạt động ngắm chim cũng hút khách từ phương xa.

## Thiên nhiên
Một diện tích lớn đất ngập nước (cũng như vài vạt rừng cạn) ở rìa tây hồ tạo nên một khu bảo tồn thiên nhiên, do Leicestershire and Rutland Wildlife Trust quản lý. Vùng này được công nhận là Vùng Bảo vệ Đặc biệt vì tầm quan trọng quốc tế như là nơi trú đông cho vịt cánh trắng (chừng 4% tổng số cả thế khắp châu Âu) và vịt mỏ thìa. Nơi này còn có Anglian Water Bird Watching Centre (Trung tâm Ngắm Chim Anglian Water). Mỗi tháng 8, đây là nơi tổ chức British Birdwatching Fair (Hội chợ Ngắm chim đảo Anh). Vài loài chim khác có mặt ở đây là te mào, sâm cầm, vịt mắt vàng thường, vịt búi lông, vịt đầu đỏ, mòng két, vịt đầu vàng, cốc đế, chim lặn mào lớn, le hôi và, nổi bật hơn cả, ó cá (được đem trở lại vùng này vào năm 1996).
Trong hồ có đầy cá hồi nâu và cá hồi vân, cũng như một lượng lớn cá tạp từ dòng nước sông Welland và sông Nene đổ vào, ví dụ như cá vền, cá chó phương bắc, cá chình, cá nheo châu Âu, cá chép.